# STUDIO 4℃
STUDIO4℃是日本一家以动画为主体的主要从事影像作品设计與制作的公司。
从事MV、电视动画、CM、宣传影像、游戏CG、电影等方面的制作。由田中榮子、森本晃司於1986年5月2日创立。1999年12月24日、「STUDIO4℃有限公司」正式成立、2007年按照日本新法律以股份有限公司登记并更名。

## 历史

### 成立过程
1986年成立。
当时正在吉卜力工作室『龙猫』担任制作担当的田中榮子、得知同期制作中的大友克洋监督的动画电影《阿基拉》制作进展缓慢、有将龙猫的作画派遣到《阿基拉》工作组帮忙的插曲。（被戏称为「猫的帮助」）。
之后、『阿基拉』为了还人情派遣森本晃司等人参加《魔女宅急便》的制作。以此为契机森本晃司和田中荣子建立了深厚的友情、抱着「想建立我们自己的天空」想法的森本晃司、佐藤好春以及田中栄子意气相投、STUDIO4℃就此创立。
以1995年公映的大友克洋总监督『MEMORIES』为契机，作为能制作出质量上乘的影片的精英创作团体而一举成名。
1996年森本晃司接手制作日本电子音乐的先驱者石井健的专辑「EXTRA」MV由STUDIO4℃制作。通过充分展现日本的内涵和独特世界观，创造出至今未曾出现过的新的动画领域、引起以欧洲为中心对日本动画的狂潮一时沸腾。
2002年、通过的动画集的制作、STUDIO4℃成为世界知名的动画制作公司、变成不止是粉丝而且连全世界的影像制作人都关注的公司。
于2004年公映的汤浅政明监督《Mind Game》虽然只在独家影院上映，却受到粉丝的大力支持、并获得2004年文化庁媒体芸術节大奖。还于2005年加拿大·蒙特利尔电影节获得4项大奖，光就获奖水准就能看出影像和作品的质量之高。
2006年公映的迈克尔·艾里亚斯监督的作品《恶童》还获日本电影金像奖优秀动画作品奖、并入围奧斯卡最佳動畫片獎、在日本国内外获得极高的评价。

### 名称的由来
由来于4度时水的密度最高。以「做出比一般的动画更高密度、更高品質」为目标，并同时作为STUDIO4℃的作品创作标准。

### BEYOND CITY
在网络上的虚拟城市、Beyond City是STUDIO4℃付诸实施的实验性WEB项目。
在Beyond City中，参加者从神奇的「房间」开始、厕所、写满乱涂乱画的墙壁、稻荷町的商店街、记忆中的中町为名的地下场所等基于一个中心理念构成的WEB网站。
Beyond City中发生的各种奇怪现象、杀人事件是叫做「幸福的虫子」的由森本晃司负责的互动型FLASH动画（最后更新2002年、目前截止第4章）。

### 相关公司
1997年为动画关联商品、多媒体关联情报服务の策划·开发·制作·配给·著作权管理为主要业务的公司、Beyond C.股份有限公司成立。前述的Byond City也是由Beyond C.公司实际运营。
2007年6月Beyond C.和Strategic Business Innovator以及其子公司SBI Robo、策划公司Archive.Gate通过业务互助、金融领域方面的合作。是为了共同创建虚拟空间「Cyber MEGACITY - 东京0区」而建立的企业联盟。

## 主要作品

### MV
- EXTRA（1996年－Ken Ishii）
- Four Day Weekend（1999年－Blue Tones、英国）
- Survival（1999年－GLAY）
- 次元圈（2001年－キセル）
- Connected（2002年－滨崎步）
- First Squad（2005年－Ligalize、俄罗斯）
- EXODUS（2005年－Utada）FLUXアニメーション（アルバムEXODUS收录全14首）
- Passion（2005年－宇多田光、アニメーションパート）
- 梦的残渣（2006年－信近エリ）
- Amazing Nuts! (2006年－m-flo、RAM RIDER、幸田来未、mink
- 零（2008年－たむらぱん

### TV
- Macross 7（1994年）
- ピロッポ（2001年）
- 魔法少女隊（2004年）
- 体育上校（2007年）
- 变形金刚进化版（2008年、日本在2010年放映）

### 电影
- 回憶三部曲（1995年）
- 音响生命体（1997年、剧场版短片）
- 轰天高校生（1998年）
- 阿莱蒂公主（2001年）
- 心靈遊戲（2004年）
- 惡童當街（2006年）
- 天才狂歡派對（2007年）
- 超越天才派對（2008年）
- 幽冥特工（2009年）
- 和諧（2015年）*《Project Itoh》电影三部曲第二部作品
- 海兽之子（2019年）
- 煙囪小鎮的普佩(2020年)
- 漁港的肉子(2022年）
- SACHIKO（公映时间未定）

### OVA
- Digital Juice（2001年）
- Grasshoppa!（2002年）
- The Animatrix（2003年）
- 土方岁三 白的轨迹（2004年）
- 淘气的机器人（2004年）
- Amazing Nuts!（2006年）
- DEEP IMAGINATION―创造的遗传子们（2007年）
  - 有为了这个OVA而写的主题歌「DEEP IMAGINATION」（ANA、专辑『EXTRA』）的PV是以这个OVA为原本创作而成。
- バットマン ゴッサムナイト（2008年）
- 重金摇滚双面人（2008年）

## 参加／協力作品
- RAMPO 奥山版本（1996年）- 动画
- 波波罗王国物语II（2000年）- 动画
- 天才彼得（2001年－）
- ACE COMBAT 04 shattered skies（2001年）- CG
- 召唤夜响曲3（2003年）- OP
- ACE COMBAT 5 THE UNSUNG WAR（2004年）- CG
- 下妻物语（2004年）- 动画
- NIKECM 恐怖的房子（2004年、LeBron James主演）
- 涂鸦王国2：魔王城之战（2004年）- OP&ED
- 游戏王CM Duel Monsters SOUL OF THE DUELIST（2004年）
- Shining Force NEO（2005年）- 动画
- 游戏王CM Duel Monsters SHADOW OF INIFINITY（2005年）
- LINCOLN（2005年－）- 开场动画
- 侠盗银河（2005年）- 动画
- 游戏王CM Duel Monsters FORCE OF THE BREAKER（2007年）
- FICTION ZERO/NARRATIVE ZERO（2007年－讲谈社文艺Mook志）- 插画协力
- 富士☆星（2007年－）
- beatmaniaIIDX 15 DJ TROOPERS（2007年）- 游戏中出现的MV制作协力
- Tears to Tiara: Earth's Wreath（2008年）- 开场动画
- 战国BASARA X（2008年）- 开场动画
- 闘茶〜Tea Fight〜（2008年）- 动画
- キミハ・ブレイク（2008年－）- 开场动画
- 花冠之淚（2009年－）- 开场动画
- 兔斯基 爱之刺客（页面存档备份，存于）（2014年）- 短篇动画
- 蠟筆小新（2015年）－各話協力製作。
- 櫻桃小丸子（2015年）－各話協力製作。
- 海螺小姐（2015年）－協力製作。
- Google塗鴉冠軍島運動會（2021年）－動畫製作、角色設計。
- 夏日重现（2022年）- OP
- 蒼鷺與少年（2023年）- 協力製作。

## 关联项目
- 大友克洋
- 森本晃司
- 松本大洋
- Ken Ishii
- GLAY
- 宇多田光
- 汤浅政明
- 石井克人
- 田中達之
- LINCOLN
- 日本动画工作室列表
- SBI Robo
- 兔斯基